# Chimoio

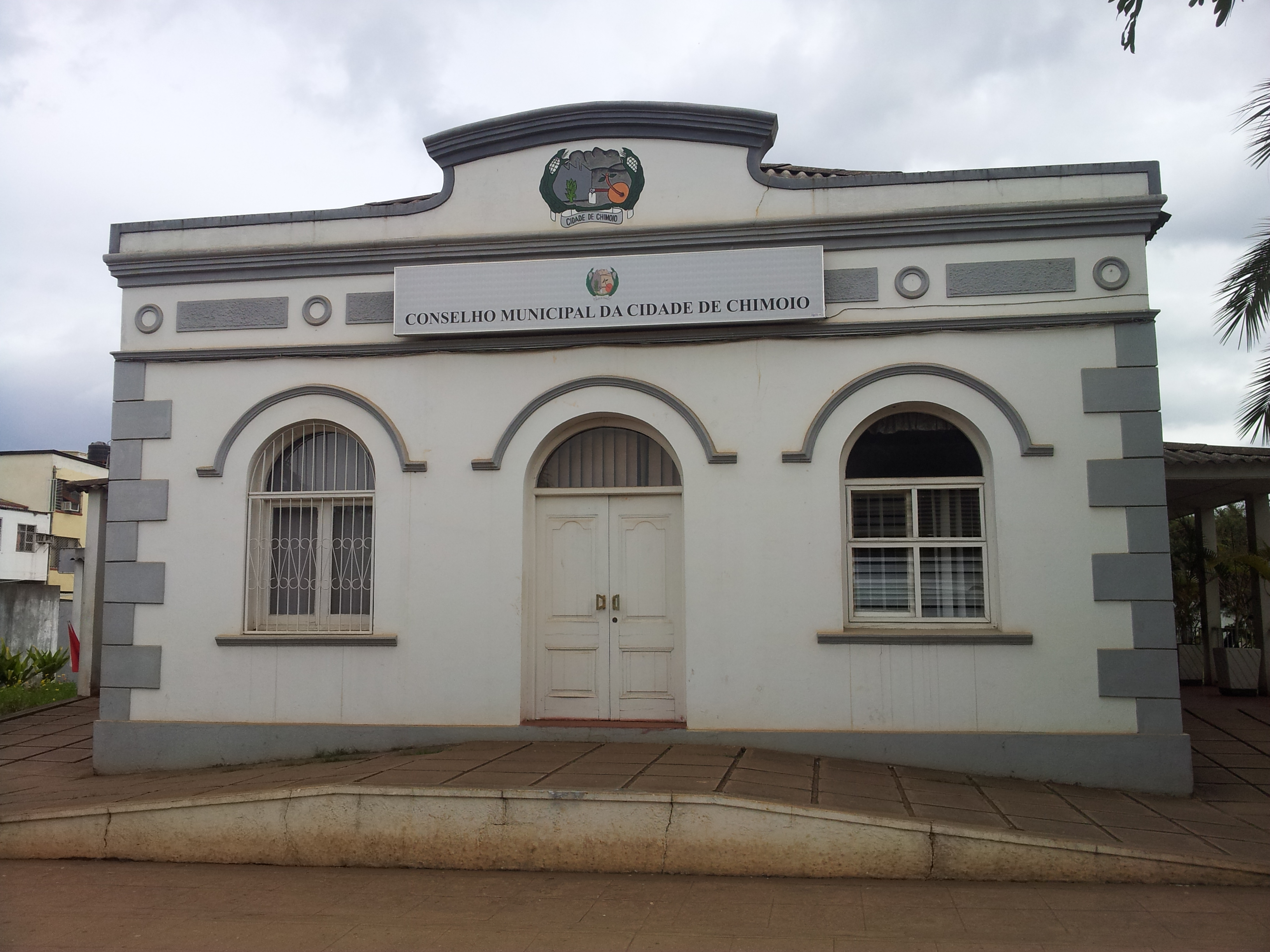
Kommunfullmäktige i Chimoio.

Chimoio är en stad i västra Moçambique och är den administrativa huvudorten för provinsen Manica. Den beräknades ha 314 751 invånare 2015. Staden är en viktig knutpunkt för väg- och järnvägstrafiken mellan hamnstaden Beira och Zimbabwes huvudstad Harare. 